# Faithless
Faithless (с англ. — «Неверующий») — британская электронная группа, известная своими танцевальными композициями («Insomnia», «Salva Mea», «We Come 1», «God Is a DJ», «One Step Too Far»). Их стиль — смесь соул, трип-хопа, хауса, транса, народной музыки различных стран (чаще африканских) — дали толчок дальнейшему развитию хауса и танцевальной музыки в целом. Название Faithless было выбрано на контрасте с верованиями и убеждениями участников группы.
В 2011 году группа прекратила своё существование, но отпраздновала в 2015 году 20-летие со дня основания коллектива ремикс-альбомом Faithless 2.0 и коротким турне в его поддержку.
По состоянию на 2012 год по всему миру продано более 15 миллионов копий альбомов Faithless.

## История

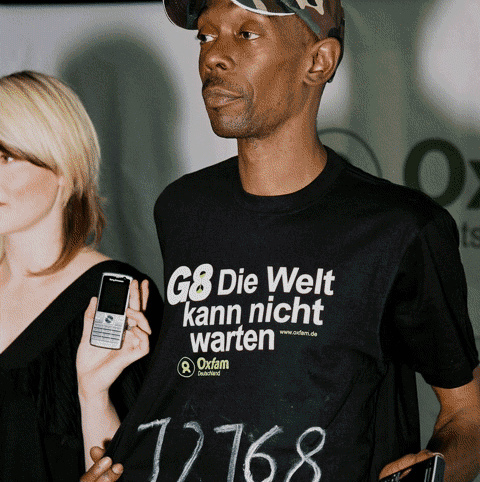
Maxi Jazz
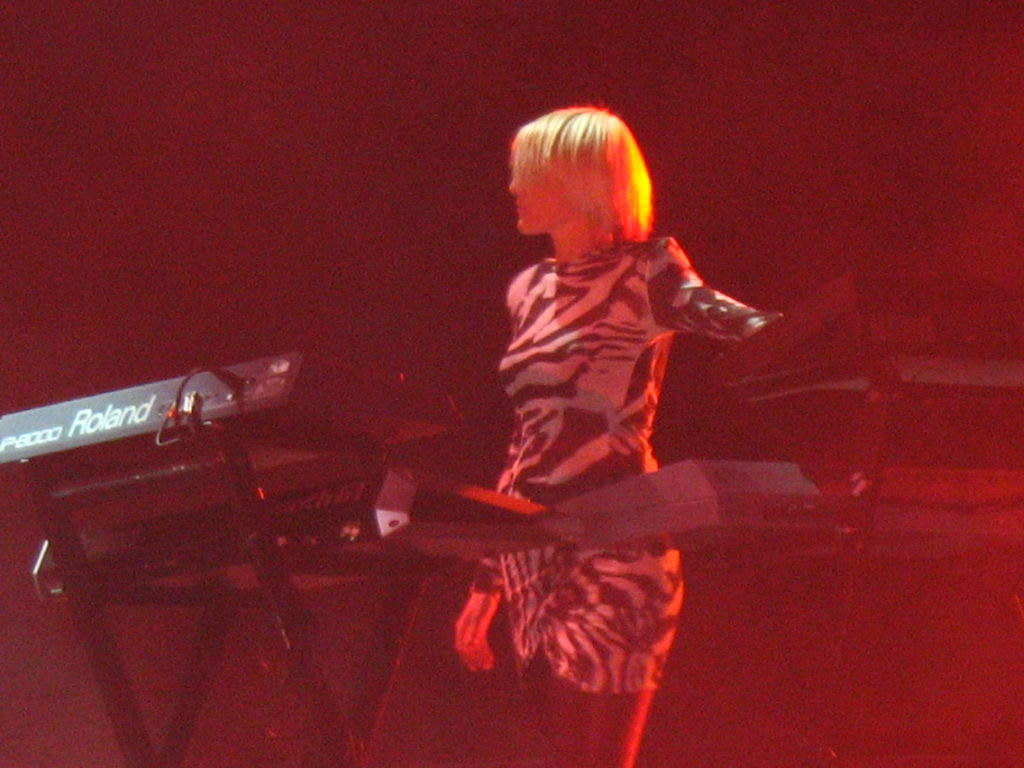
Sister Bliss
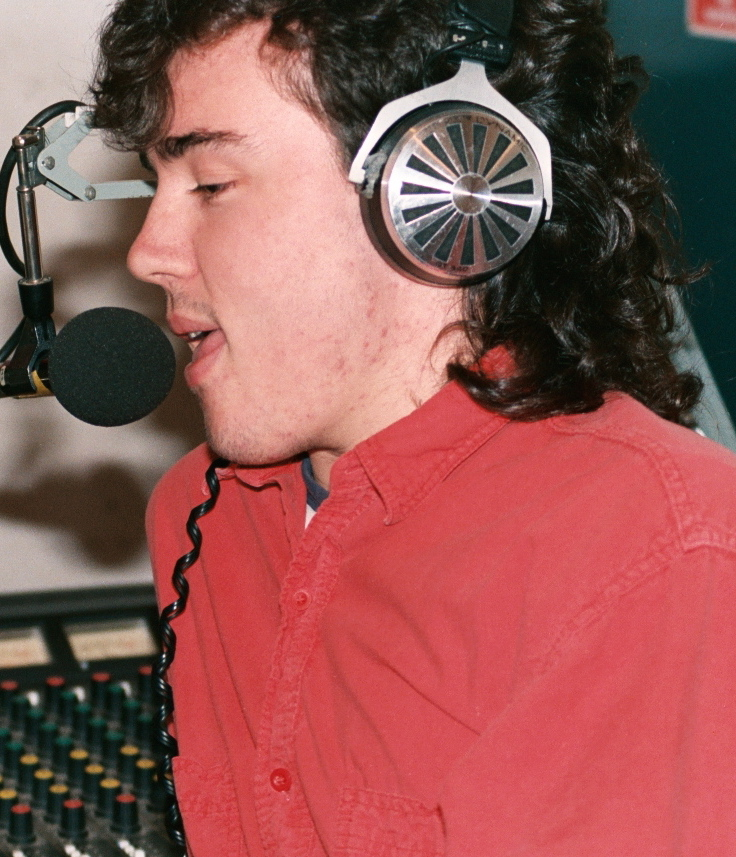
Rollo

Группа образована в 1995 году. В состав вошли:
- Систер Блисс[англ.] (Айала Дебора Бентовим) — пианистка, скрипачка, басистка, саксофонистка, продюсер хаус-музыки, диджей;
- Макси Джаз[англ.] (Максвелл Александр Фрейзер) — темнокожий музыкант, рэпер, буддист (приверженец Сока Гаккай)[3], гонщик[4];
- Ролло (Роуленд Константин О’Мейли Армстронг) — продюсер и идейный вдохновитель коллектива[5].

В основной состав также входил Джейми Катто (его вокал звучит на первых двух альбомах). Женский вокал в ранних альбомах в основном принадлежит Поулин Тэйлор (работавшей и в других проектах Армстронга) и Дайдо (появлявшейся на всех альбомах Faithless, кроме All Blessed).
В 1999 году коллектив выступил на фестивале Pinkpop. В 2007 году Faithless дали концерт в Москве при участии камерного оркестра Musica Viva; по словам участников группы, это их первый опыт подобного сотрудничества. Выступление было выпущено на DVD Live In Moscow.
Последний концерт в Brixton Academy 8 апреля 2011 года в рамках тура «The Dance Never Ends» в поддержку альбома The Dance транслировался в кинотеатрах Европы и послужил основой для видеоальбома «Passing the Baton: Live from Brixton Academy». После этого коллектив прекратил существование.

### После распада
Помимо работы с такими исполнителями как Дайдо, Роберт Смит (The Cure), The Temper Trap, Бой Джордж и Example, Систер Блисс писала музыку к фильмам, ТВ и театрам. Макси поработал с Benji Boko, The Hempolics и Trenton and Free Radical, а в 2015 году создал группу «Maxi Jazz & The E-Type Boys», выступая в роли вокалиста и ритм-гитариста. Кроме того, на некоторых фестивалях выступал 'Faithless Sound System' — live PA от Макси и диджейский сет от Блисс продолжительностью около часа.
В 2013 и 2014 годах Систер Блисс провела два диджейских сета с композициями Faithless при участии Макси в лондонском клубе Electric Brixton в поддержку футбольного клуба Crystal Palace.
В 2015 году группа отпраздновала своё двадцатилетие ремикс-альбомом Faithless 2.0 (в который вошёл новый студийный трек «I Was There») и провела серию концертов в его поддержку. Так, группа выступала на Radio 1’s 20th anniversary на Ибице, на фестивалях «Exit» (Сербия) и «T in the Park».
В 2020 году анонсирован выход нового альбома All Blessed — «манифеста миру, которому нужно больше позитива».
24 декабря 2022 года в возрасте 65 лет скончался солист Макси Джаз.

## Дискография
| - 1996 — Reverence - 1998 — Sunday 8PM - 2001 — Outrospective - 2004 — No Roots - 2005 — Forever Faithless – The Greatest Hits - 2006 — To All New Arrivals - 2010 — The Dance - 2015 — Faithless 2.0 - 2020 — All Blessed - 2005 — Live at Alexandra Palace - 2008 — Live In Moscow - 2012 — Passing the Baton: Live from Brixton Academy | Reverence - «Salva Mea (Save Me)» — 1995 #30 UK, #1 US Dance/Club Play, 1996 #9 UK - «Insomnia» — 1995 #27 UK, #1 US Dance/Club Play, #62 US Hot 100, 1996 #3 UK - «Don’t Leave» — 1996 #34 UK, 1997 #21 UK - «Reverence» — 1997 #10 UK Sunday 8PM - «God Is a DJ» — 1998 #6 UK, #1 US Dance/Club Play - «Take the Long Way Home» — 1998 #15 UK, #5 US Dance/Club Play - «Bring My Family Back» — 1999 #14 UK, #17 US Dance/Club Play Outrospective - «We Come 1» — 2001 #3 UK, #3 US Dance/Club Play - «Muhammad Ali» — 2001 #29 UK, #4 US Dance/Club Play - «Tarantula» / «Crazy English Summer» — 2001 #29 UK - «One Step Too Far» (при участии Дайдо) — 2002 #6 UK, #4 US Dance/Club Play No Roots - «Mass Destruction» — 2004 #7 UK - «I Want More» — 2004 #22 UK - «Miss You Less See You More» — 2004 #38 UK Forever Faithless — The Greatest Hits - «Salva Mea 2005» — 2005 #101 UK - «Why Go?» (при участии Эстель — 2005 remix) — 2005 #49 UK - «Insomnia 2005» — 2005 #17 UK - «Reasons (Saturday Night)» (2005) — #225 UK To All New Arrivals - «Bombs» — 20 ноября 2006 #26 UK - «Music Matters» — 12 марта 2007 #38 UK The Dance - «Not Going Home» — 2 мая 2010 #42 UK - «Tweak Your Nipple» - - «Sun to Me» - #20 BEL, #39 SWI - «Feelin' Good» (при участии Дайдо) — #125 UK All Blessed - «This Feeling» — 2020 - «Synthesizer» — 2020 - «Innadadance» — 2021 - «I Need Someone» — 2021 |

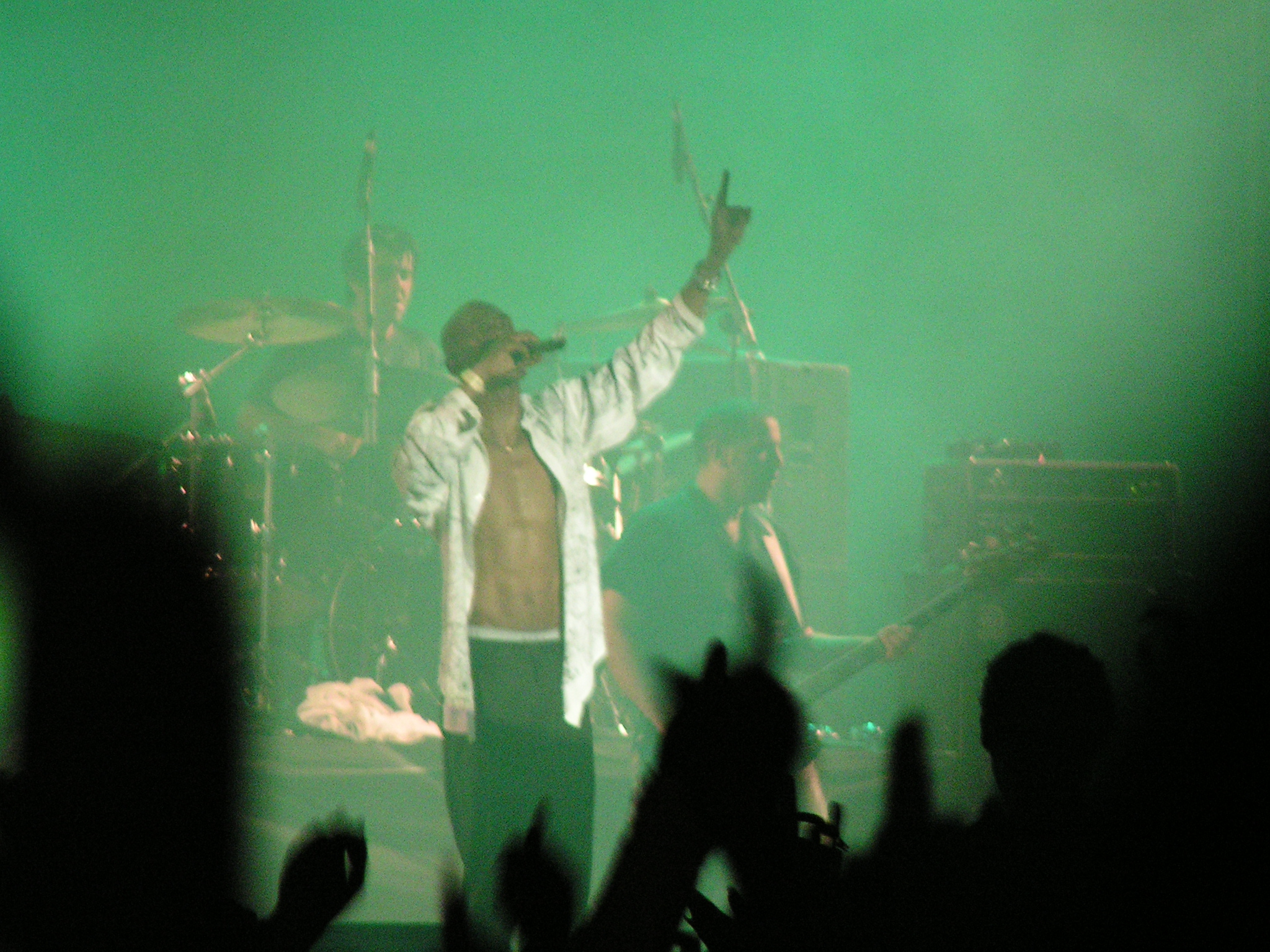
2005 год

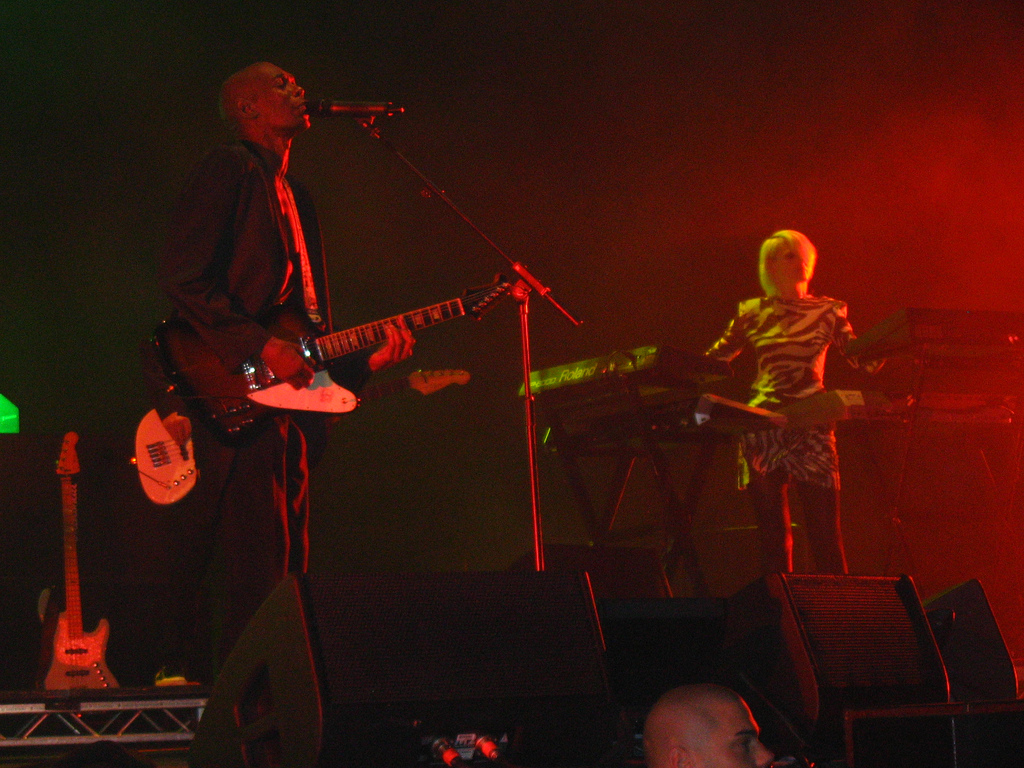
Выступление в Будапеште в рамках тура «The Dance Never Ends»

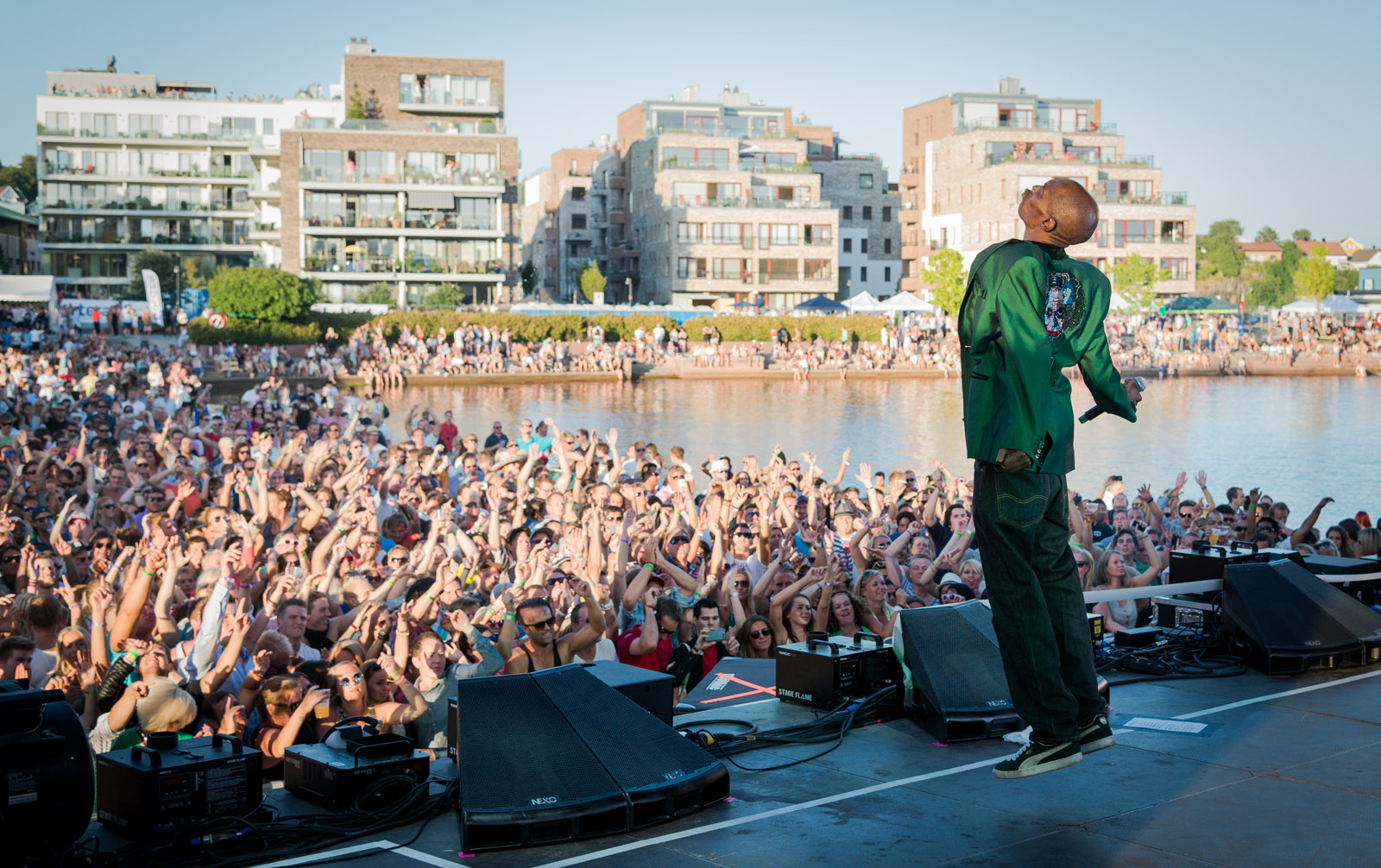
Palmesus 2013